# Glacera del Miage
La glacera del Miage es troba al sud del Mont Blanc. Desemboca a la vall de Vény, que queda bloquejada per la morrena Visaille, formant el llac Combal, que ara està ple. És la glacera més gran de la vall d'Aosta i la més gran de la part italiana del massís del Mont Blanc. Té una longitud de més de 10 km.
La part inferior de la glacera està íntegrament recoberta de restes rocoses que li donen el seu color negre i contribueix a la construcció d'un notable sistema de morrenes.

En el seu recorregut, s'uneix amb la glacera de Bionnassay, a continuació amb la glacera del Dôme i finalment per la glacera del mont Blanc.

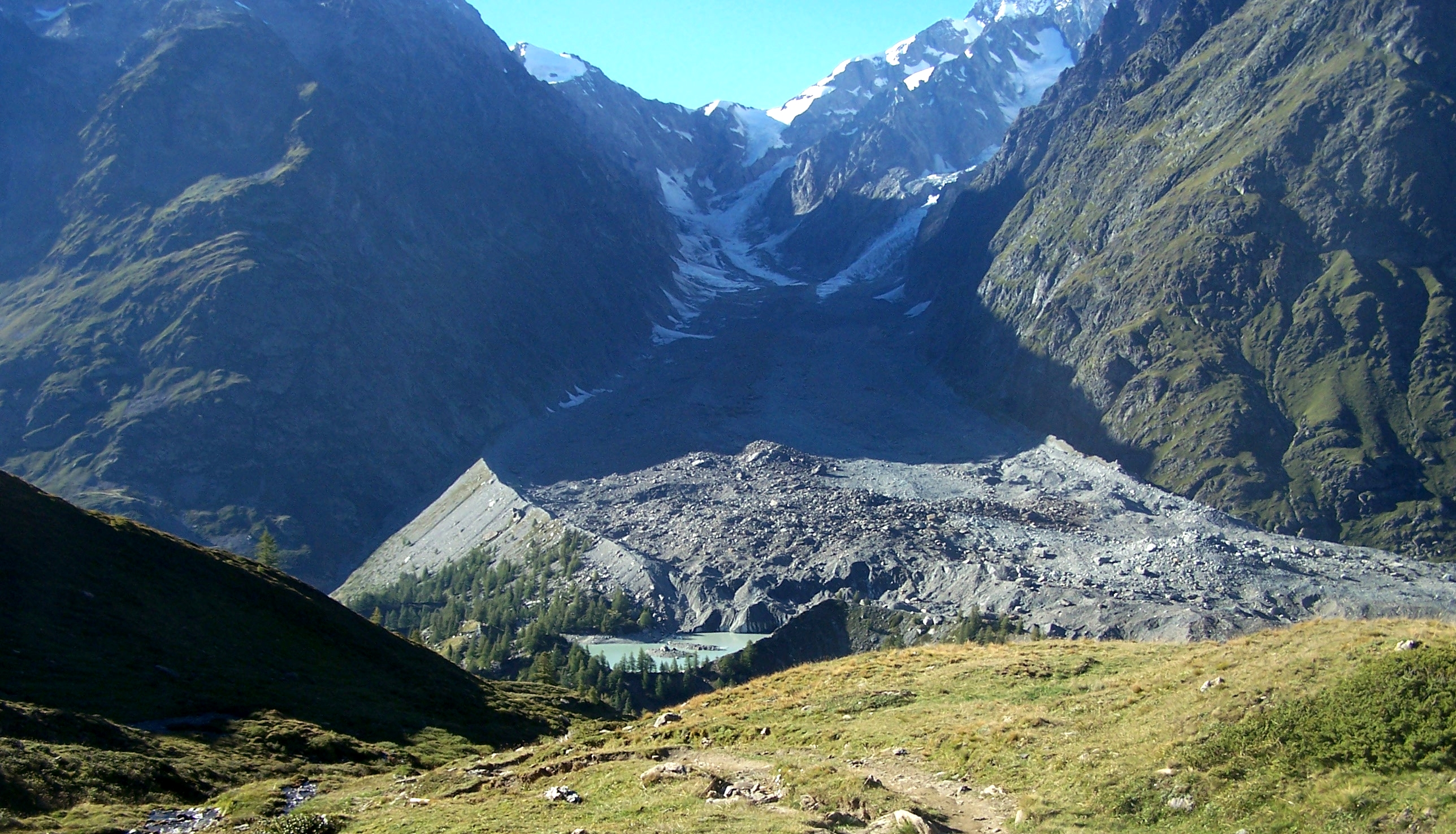
Desembocadura de la glacera del Miage a la Vall Vény. S'observa a l'esquerra la morrena lateral, alta d'un centenar de metres, que barra el Llac de Combal.
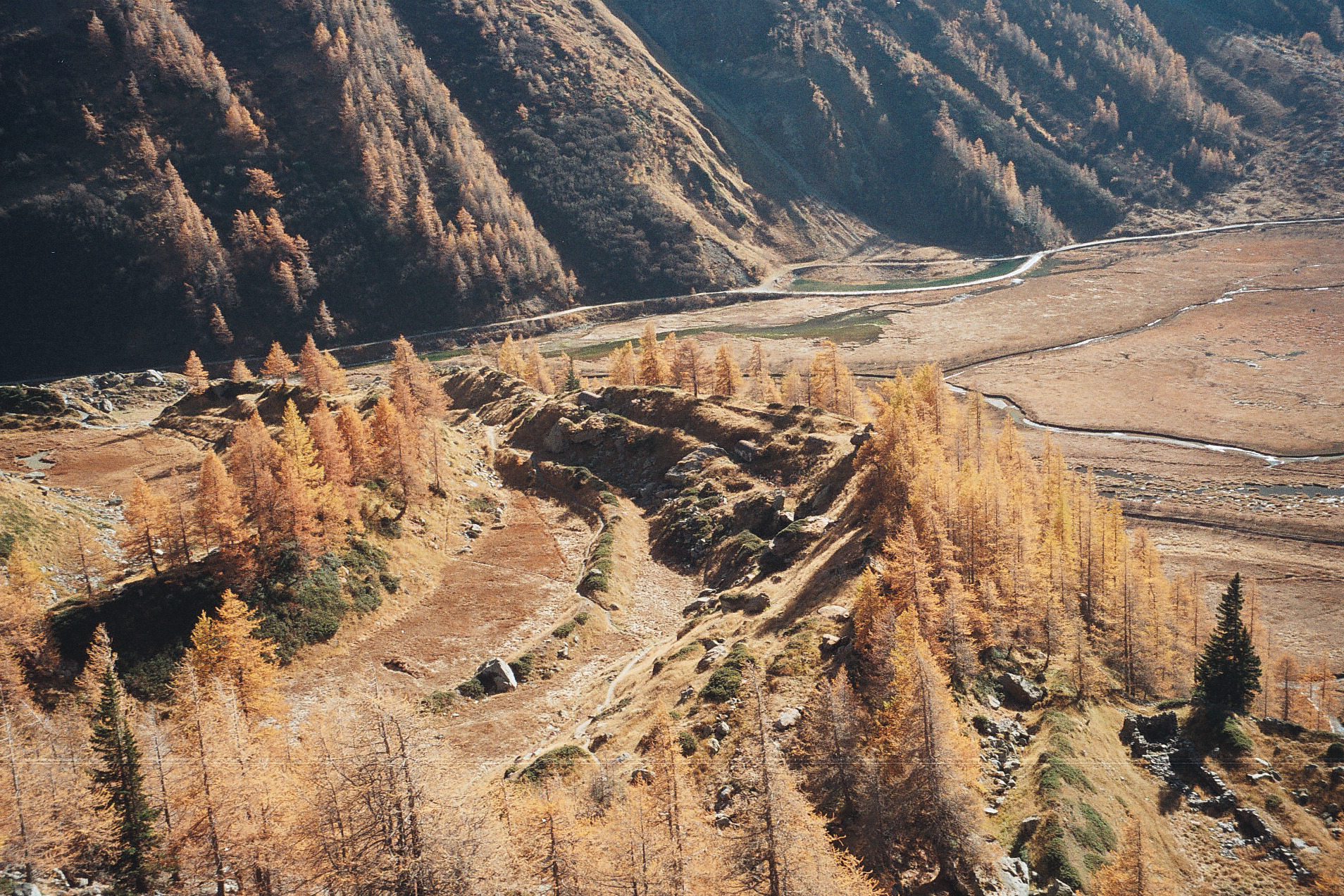
Vista de morrenes laterals de la glacera del Miage
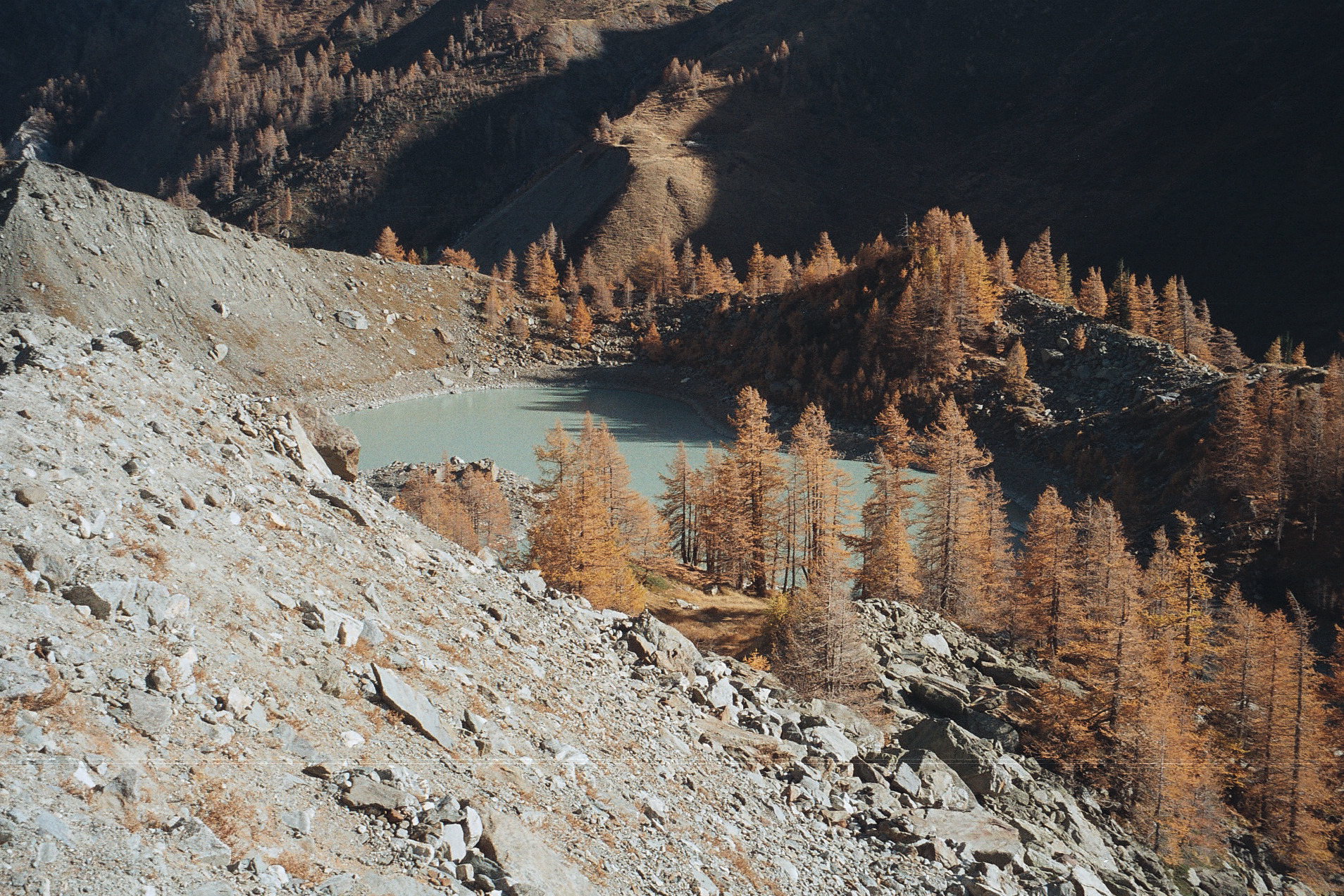
El Llac del Miage
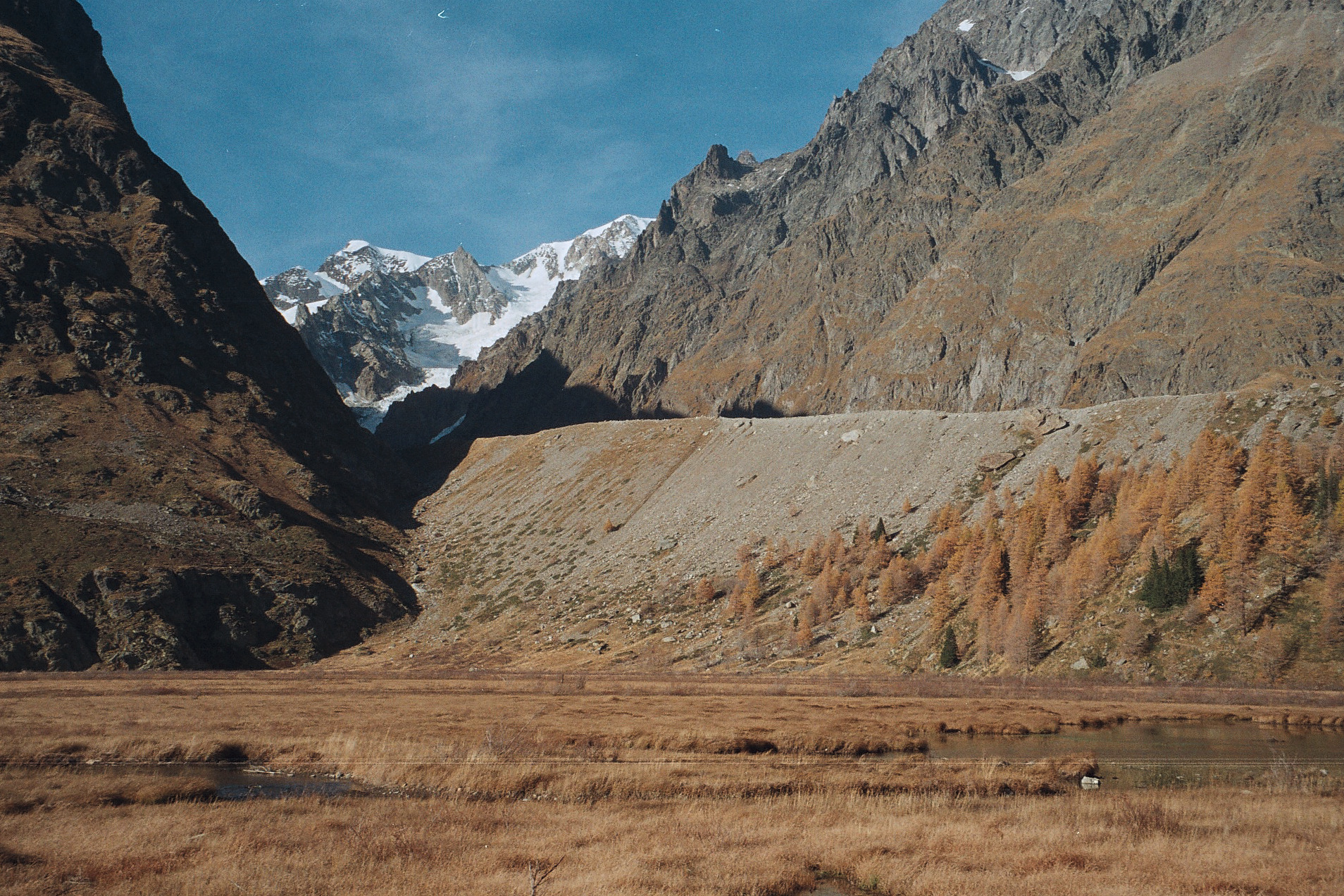
Morrena de la Visaille vista des del Llac de Combal